# Herøy (Bergen)
Pour les articles homonymes, voir Herøy.
Herøy est une île norvégienne du comté de Hordaland appartenant administrativement à Bergen.

## Description
Rocheuse et couverte d'arbres, elle s'étend sur environ 435 m de longueur pour une largeur approximative de 411 m. Elle compte sept bâtiments et un quai d'amarrage. 